# Crion
Crion település Franciaországban, Meurthe-et-Moselle megyében. Lakosainak száma 111 fő (2022. január 1.). Crion Bauzemont, Bienville-la-Petite, Croismare, Hénaménil, Laneuveville-aux-Bois, Raville-sur-Sânon és Sionviller községekkel határos.

## Népesség
A település népességének változása:
| Lakosok száma | 93   | 103  | 112  | 93   | 88   | 93   | 96   | 104  | 108  | 111  |
|               | 1968 | 1982 | 1990 | 2006 | 2013 | 2015 | 2017 | 2019 | 2020 | 2022 |